# Décimo Ejército
El Décimo Ejército italiano (10ª Armata) del Regio Esercito fue una gran unidad que luchó en el frente del norte de África durante la Segunda Guerra Mundial. Cuando empezó la guerra estaba desplegado en la frontera oriental de Libia, después en Egipto. Fue completamente destruido durante la ' Operación Compás, que terminó con la batalla de Beda Fomm en 1941.
Al comienzo de la guerra (10 de junio de 1940 ) la organización era la siguiente:
Ejército 10.º ( general Mario Berti )
XXI Cuerpo (general Dalmazzo)
División de Infantería 62a "Marmarica" (general Tracchia)
División de Infantería 63a "Cirene" (general Spatocco)
XXII Cuerpo (general Pitassi Mannella)
División de Infantería 64to "Catanzaro" (general Spinelli)
4.ª División CC.NN. "03 de enero" (general Marzari)
Reservas del ejército
1a División libia (general Sibille)
Grupo Paracaidista (ten. col. Tonini Goffredo )
Batallón de Paracaidistas libios "Diablos Negros"
Batallón de Paracaidistas Nacional de Libia.
El ejército se desplegó en la Cirenaica, mientras que en Tripolitania se desplegó el quinto ejército.
Tras la muerte de Italo Balbo (28 de junio de 1940 ) el mariscal Rodolfo Graziani tomó el mando de todas las fuerzas en el norte de África y el gobierno de Libia el 30 de junio. Después de una serie de retrasos, debido principalmente al hecho de que Graziani, en el lugar, era consciente de las dificultades de un avance de las tropas por el complicado terreno del desierto, el 13 de septiembre de 1940 las fuerzas disponibles (principalmente el Décimo ejército, pero reforzado con unidades del Quinto Ejército, que ahora ya no corría el riesgo de ataques desde Túnez ) cruzaron la frontera con Egipto, avanzando el 15 de septiembre hasta el Paso de Halfaya y ocupando el 16 Sidi Barrani, donde se detuvo la ofensiva. Este punto era necesario para garantizar el suministro de agua a las tropas que avanzaban, y comenzó la construcción de un acueducto para seguir hasta Marsa Matruh.
Los comandantes de las divisiones y cuerpos eran representativos de los defectos típicos del Ejército Real de la época, empezando por el comando, Rodolfo Graziani.
Era un oficial especialista en la lucha contra las guerrillas y de la aniquilación de las típicas guerrillas coloniales anti-italianas del siglo XX, no preparadas para la guerra moderna, violento (y responsables de numerosos crímenes de guerra en Libia a finales de los años 20 y en Etiopía a mediados de los 30), muy retórico (me encantó la cita latina), capaz de explotar en su propio beneficio la prensa y la propaganda, y su compromiso con el régimen. Desde el momento en que reemplazó a Balbo irrumpió en Roma para conseguir más de todo (armas, tanques, aviones, cañones, municiones, camiones) que subrayan las deficiencias del ejército, pero sin prioridades claras para llevarlo a cabo. Como gobernador de Libia intervino en todas las decisiones estratégicas y tácticas de sus subordinados, aunque no visitó casi nunca el frente (contradiciendo lo poco bueno, desde un punto de vista militar, que parecía encarnar antes, como el siempre haber comandado desde la primera línea), casi completamente desautorizando al general Mario Berti, con el que estaba en malas relaciones. Durante la Operación Compass perdió todo contacto con la realidad, dando órdenes contradictorias a sus subordinados y en la práctica cargando las tintas hacia todos, especialmente hacia Berti.
Berti no estaba preparado para un comando tan importante, ya que había sido ascendido para sacarlo del ministerio de la guerra, y sobre todo era completamente nuevo en África, de la que no sabía nada. Fue un teórico y no carecía de capacidad intelectual, pero era poco apreciado por el alto mando (al que había molestado durante la participación de Italia en la guerra de España, haciendo varias críticas sobre el uso de los medios y la estrategia italiana), su conocimiento de la guerra moderna, y la movilidad, fue mayor que el promedio de los comandantes italianos, debido a sus experiencias en España (donde comandó durante un determinado período de tiempo el contingente italiano), pero no había sido capaz de asimilar las nuevas reglas tácticas y estratégicas, a diferencia de los alemanes. A menudo enfermo, sus capacidades (buenas o malas) no fueron capaces de desarrollarse, ya que no se le tuvo en cuenta por sus superiores, en particular por el trabajo de demolición de Graziani.
Giuseppe Tellera, quien lo reemplazó brevemente, fue probablemente el mejor oficial superior presente en el teatro de operaciones, con un buen conocimiento de la logística, pero muy carismático, sin embargo, amado por los sometidos a la actitud paterna y atento, tendía a comandar (que es raro para oficiales italianos de la época) por ir a menudo en las primeras líneas, un factor que más tarde serán fatales. "Fue el único que mantuvo un mínimo de dignidad y sentido común en la retirada caótica a lo largo del Cirenaica".
Enrico Patassi Manella, bajo el mando del XXII Cuerpo, había reemplazado al general popular y hábil Umberto Somma, demostrado ser una elección militar poco acertada, al no tener experiencia al mando de un cuerpo de ejército (hasta entonces solo había comandado brevemente una división), pero muy valiente y competente en algunas batallas menores, directamente en persona, alrededor de Tobruk. De haber tenido más tiempo para aprender la guerra moderna probablemente se habría revelado como un comandante eficaz, pero se vio abrumado por los acontecimientos.
Sebastiano Gallina, al mando de la infantería colonial, era un funcionario de muy alto nivel, vinculados a las experiencias de la Primera Guerra Mundial y las guerras coloniales (en el que cometió incluso crímenes de guerra), vinculados a Graziani, que compartía los métodos brutales hacia los nativos y una algún descuido táctico. Se volvió loco después de su captura por los ingleses.
Aníbal Berger era un oficial condecorado de las guerras coloniales y la Primera Guerra Mundial, muy popular entre las tropas, muy valiente, completamente inexperto en combate mecanizado. El mismo problema se trate Carlo Spatocco, mucho más tímido y menos atentos a la propaganda de su imagen y el encanto de sus subordinados, el último, sin embargo, también fue mal visto por el régimen (ese sentimiento fue correspondido).
Finalmente merece mencionarse al general Pietro Maletti, estrechamente ligado a Graziani, capaz de transformar sus agrupaciones de libios y Ascari en los departamentos seleccionados, aunque sin preparación para la guerra moderna, disfrutó de una enorme influencia sobre sus tropas y fue personalmente muy valiente y capaz de luchar en primera línea, con independencia de su seguridad; Pero ya era demasiado brutal y responsable de muchas atrocidades durante la campaña de Etiopía.
Los oficiales del 10.º Ejército, en general  (con exclusión de los paracaidistas y algunos destacamentos de Ascari) eran pobres y sin preparación, incluso para los estándares italianos, pobres y carentes incluso los suboficiales; También los unos y los otros a menudo no eran militares de carrera, sino que eran de complemento (en los departamentos de proporciones nacionales, en general, eran de 8 oficiales de complemento para cada rol oficial, mientras que solo una minoría de esos roles Fue aprobada por las academias), y no había recibido ningún tipo de formación específica, sobre todo de una técnica (armas, logística, minas, etc.) y geográfica (muchos de ellos estaban en África por primera vez, sin saber nada de la guerra en desierto); los oficiales que tuvieron lugar el conocimiento del teatro africano eran, con pocas excepciones, los especialistas de las guerras coloniales, se estancaron en la Primera Guerra Mundial, en el mejor, al conocimiento de la guerra moderna. Los suboficiales, como en el Ejército Real, eran pocos y mal entrenados, según Roat, (hablando en retrospectiva), entrenado para obedecer que pensar y dar órdenes, por muy diferente función y la capacidad de flexible y emprendedora suboficiales y británicos alemanes. Este ejército no era la punta de lanza del Ejército Real (departamentos eran los mejores de Italia, o, a lo sumo, en Albania), pero un ejército colonial, preparado para operaciones defensivas y policías coloniales y fortalecido de una manera inconexa (a pesar de las rutas entre Libia e Italia fueron en su momento muy seguro). Las salas eran raramente con toda su fuerza, carecían de los medios (especialmente camiones), la formación del fuego, directivas (sobre todo los departamentos no fueron entrenados para defenderse mediante la adopción de la formación para rizar, especialmente cuando pasa por alto), equipo individual, mientras que los oficiales comían y dormían mucho mejor (cubiertas de lino, chianti, granos, frutas) de los oficiales y soldados no comisionados. Las numerosas formaciones de la milicia fascista formado en el teatro eran peores que las del Ejército, y maltratados por este último. El armamento era pobre y la artillería, aunque discretamente controlada por la calidad oficial, en promedio, que los de otras armas, eran viejos, incluso antes, en algunos casos, la Primera Guerra Mundial. Incluso fusiles y ametralladoras, especialmente en los departamentos de Ascari (que, para la formación y la agresión, sin embargo, a menudo supera los de las cuotas nacionales) eran de menor calidad que los de instalaciones en muchas unidades a la patria o de otros frentes, en particular, Se reunieron varias ametralladoras de la Primera Guerra Mundial, también botín de guerra de Austria, y algunas armas muy modernas, muy raros entonces aquellos contra el aire. Los cañones 47/32 y 81 mm morteros (las armas más modernas suministrados al Ejército Real) eran pocos, menos del regimiento dado teórico, ya que tanto el Ejército Real se les proporciona a los departamentos situados en otro lugar, un poco más obuses generalizadas de 65/17, también en auto-cañón.
La mayor parte de los coches se compone de L3, prácticamente inútil, con algo de muy pocos M 11/39 y 13/40 M (todo recogido en la brigada Babini), que se utiliza generalmente poco a poco, sin grandes concentraciones de vehículos, nunca en cooperación con el 'artillería contra-tanque, y mantenerlos, por otra parte, se reservan tanto como sea posible.
Totalmente inadecuada y los servicios SIM I (información) de las grandes unidades, el Ejército Real estaba convencido de que el disponessero británica en Egipto de 300.000 hombres, mientras que solo tenía 50.000, por el contrario no entendían el potencial tecnológico de diferentes varios vagones, no informar comandos de la presencia de Matilde enormes (tanques considerados como todos los demás).
Las grandes unidades en el teatro había tres divisiones del Real Cuerpo de tropas libias, entrenados para operaciones de la policía, con oficiales y suboficiales tropas principalmente italianos y libios principalmente (de Trípoli ), la primera y segunda división de Libia contaba con una plantilla de aproximadamente 7500 hombres (lo eran entonces más bien pequeña), de los cuales unos 700 italiano, completamente desprovisto de vehículos (y eran los únicos en la zona, aún a depender, en parte, por camello y recuas de mulas), con un botín de guerra de artillería austriaca de la Primera Guerra Mundial, y algunas armas antiguas y algún departamento aún armados con rifles Vetterli Vitali mod. 1870-1887. A diferencia del caso de la división-agrupación Maletti, mejor armados y equipados, casi como una división mecanizada improvisado, pero muy pequeño (un comando del batallón motorizado buscado por Balbo), 4 batallones de infantería parcialmente motorizados, un batallón (con una orgánica única compañía reforzada) vagones M 11/39, un batallón escaso vagones L3, 3 grupos de apoyo de la artillería (con, sin embargo, los viejos cañones y armas pequeñas). Fue, sin embargo, una de las mejores unidades coloniales italianas, en parte también se compone de soldados somalíes y eritreos.
Seguido tres divisiones de la milicia, recientemente considerado por el Ejército Real y formado, principalmente, por los camisas negras del sur de Italia (Mussolini cree que los sureños eran genéticamente más adecuados para combatir en África) y reclutas del Ejército Real, este último había sido enviado para dar cuerpo departamentos, un poco pobre, y fueron elegidos por el Ejército Real (quien hizo alarde de esta cuarta fuerza armada) casi solo entre los soldados analfabetos física o segunda y tercera opción. El armamento era muy ligero, y había pocos vehículos, la capacitación fue, sin embargo, ha atendido un poco "más de las otras unidades de CCNN (utiliza más en los desfiles que las maniobras), pero aun así era pobre. Fueron divisiones binarias, dos legiones / regimientos de 3 pequeñas cohortes / batallones, en los que la artillería, ingeniería y fueron entrenados por personal del Ejército, tenía un positivo espíritu de cuerpo (porque formado a lo largo del territorio, pero minado añadiendo aproximadamente un tercio de los reclutas de la mala calidad en cada departamento), en negativo influido en la falta de suministros, el tamaño mínimo de las unidades (cada división acababa de 6000 reales, a menos de algunas brigadas británicas), la escasez de artillería, armas automáticas y antitanque y la falta absoluta de vehículos (al principio de la división del compás 23 de marzo poseían solo 84 camiones y coches, en parte ineficiente). La falta de movilización de la milicia en el resentimiento creado el norte, y la moral baja.
Entonces había cuatro divisiones tipo que, de cerca de 11.000 reales (por lo que las únicas divisiones de tener un número adecuado de los hombres, aunque en parte inmovilizada en un sistema logístico pletórica, a otro burocrática e ineficiente), con 46 vagones L3 a la división, artillería de edad (75/27 y 100/17 arriba), cañones insuficientes contra carreta que las tablas de regimiento (parte reemplazada con obuses 65/17, pero en un menor número de necesidades). Solo la división 61a "Sirte" fue un aceitado, en Libia desde 1937, mientras que el 64to Catanzaro fue en parte compuesto por milicianos, y vino, incompleta en armas y dinero en efectivo, en el teatro hasta finales de mayo de 1940. Los soldados se quejaron de la mala alimentación, la falta de agua potable, que es imposible de lavar y la falta de papel de escribir, y esto incluso antes de llegar a la línea del frente.
Como unidades de elección de las tropas nacionales había vagones de especial Brigada Acorazada " Babini ", el nombre de su comandante, ya un veterano de la guerra civil española, pero no fue utilizado como una unidad orgánica, sino como un depósito desde el que toman la tanques para reforzar de vez en cuando ciertas posiciones. Tenía dos batallones de tanques M 13/40, 11/39 M vagones uno, dos vagones L3, un solo batallón de francotiradores motociclistas, dos grupos de artillería motorizada. Por consiguiente, era pobre infantería, cañones antitanque de fugitivo (cooperación entre los tanques y armas antitanque fue la característica, ganando el ejército alemán), lleno de vagones inútiles L3 y, sobre todo, falta, o al menos la falta de los departamentos de logística mover los vagones y repararlos en caso de rotura en la acción o porque, teniendo que mover principalmente en las pistas, todo cubierto hacia arriba, roto, no hacer daño. Los tanques medios fueron privados de los filtros de arena. Finalmente los tanques medios, si bien la formación de tres batallones fueron solo 70, parte de la cual se había convertido ahora inútil, porque el medio ambiente ya en el desierto marcha hacia la frontera egipcia.
Mientras que el décimo ejército tomó partido en torno Sidi Barrani, unidades británicas reorganizaron sus fuerzas, en particular la Fuerza del Desierto Occidental (WDF) se reforzó hasta el nivel de una división blindada ( 7.ª División Blindada, conocida entonces como las ratas del desierto, ratas del desierto). El día se inició el 9 de diciembre la Operación Compás, la intención de rechazar el décimo Ejército de Egipto.

## Despliegue del Ejército 10a al 9 de diciembre de 1940
Ejército 10.º (general Mario Berti - licenciado en Italia hasta el 15 de diciembre de interino general Italo Gariboldi - reemplazado el 23 de diciembre por el general Giuseppe Tellera )
Agrupación "Maletti", desplegado SE de Sidi Barrani (general Pietro Maletti )
Segunda división "Pescadores" de Libia, reforzados por unidades italianas no especificado
Cuerpo libio (XXI), desplegado en defensa de Sidi Barrani (general Sebastiano Gallina )
4.ª División CC.NN. "3 de enero"
Primera división de Libia "Sibelle"
XXIII Cuerpo, en la reserva (general Aníbal Bergonzoli )
División de Infantería 63a "Cirene"
División de Infantería 64to "Catanzaro"
XXII Cuerpo, en Tobruk (general Pitassi Mannella )
División de Infantería 62a "Marmarica"
2.ª División CC.NN. "28 de octubre"
1.ª División CC.NN. "23 De Marzo"
El décimo Ejército poseía 328 tanques, de los cuales 256 Modelo luz L 3/35 y 72 medio (la mayoría de modelo M 11/39 y con pocas M 13/40 ); apoyo aéreo fue proporcionada por el aire del equipo V.
El desarrollo de las operaciones y la aniquilación del 10o Ejército
El comandante británico (general O'Connor ) inmediatamente atacó Sidi Barrani, capturado en la tarde del 10 toma prisionero también la Gallina en general, mientras que el general Maletti ya estaba muerto temprano en la tarde del 9, en el alam nibewa, al tratar de organizar un contraataque. Las tropas de la 10a Ejército comenzaron la retirada de Bardia (en la frontera entre Libia y Egipto). Durante los siguientes días las fuerzas de la Commonwealth (la séptima División Blindada y la sexta división de infantería australiano que había sustituido a la cuarta división de infantería india envió al frente de Eritrea) continuaron presionando en Bardia, que cayó el 5 de enero, con la captura de muchos prisioneros italianos, entre ellos tres generales. 22 de enero cayó Tobruch, y O'Connor anunció que ha capturado hasta ahora 30.000 italianos.
Lo que quedaba de la 10.ª Ejército se puso del lado de línea Derna - Mechili, pero O'Connor organizó una fuerza móvil en dos batallones de tanques y un grupo de RHA ( Royal Horse Artillery ) para cortar la Cirenaica y llegar directamente en el Golfo de Sidra. Apenas se dio cuenta de este movimiento Graziani dio la orden de retirada en Ajdabiya, pero la fuerza móvil alcanzó Beda Fomm primeras tropas italianas, el 5 de febrero. El décimo Ejército intentaba cruzar pases en desorden, pero la superioridad en tanques y artillería, y se impuso por encima de todo lo mejor conducta táctica del ejército británico en italiano compone principalmente de infantería desmontada. Entre los muertos había Tellera general, y entre los 25.000 presos había generales Cona y Babini.
Al terminar Compass el 10.º Ejército ya no existía, 130.000 soldados italianos fueron capturados y las fuerzas británicas se habían asentado en la Cirenaica, listo para marchar sobre Trípoli.
- Datos: Q2517382